# Rafael Bastide Gutiérrez
Rafael Bastide conocido en Francia como Raphaël Bastide (Guecho, 24 de noviembre de 1977) es un exjugador de rugby español que ha desarrollado toda su carrera rugbística en Francia. Ha jugado con la selección española de rugby en 12 ocasiones en la posición de wing.

## Carrera
Rafael ha jugado en clubes franceses desde que era un juvenil, y, a esa edad, ya consiguió su primer trofeo, ganando el campeonato juvenil francés Reichel. Tras ello ha pasado por varios equipos de diversas categorías del rugby francés, jugando en los últimos 10 años en las categorías más altas: Top 14 y Pro D2, consiguiendo ascender desde esta última al Top 14 en dos ocasiones con su club, quedando, además como campeón de esta división.

### Clubes
| Temporada(s) | Club                  |
| ------------ | --------------------- |
| 2010-2013    | US Eauze              |
| 2009-2010    | ES Gimont             |
| 2008-2009    | US l'Isle de Jourdain |
| 2004-2008    | FC Auch Gers          |
| 2003-2004    | Colomiers             |
| 2001-2003    | USA Perpignan         |

### Selección nacional
Su primera participación con la selección española fue el 8 de noviembre de 1997 contra la selección de Andorra consiguiendo un ensayo en su debut.

## Palmarés

### Clubes
- 2 campeonatos de Francia de Pro D2 en: 2004 y 2007 con FC Auch Gers
- 1 campeonato de Francia juniors Reichel en: 1992

### Selección nacional
(Datos a 1 de enero de 2007)
- 12 partidos con la selección española desde 1997
- 15 puntos con la selección española (3 ensayos)
- Partidos disputados por año : 2 en 1997, 4 en 1998, 4 en 1999
- Participó con España en la Copa Mundial de Rugby de 1999 jugando 1 partido contra Uruguay

### Personal
- Mayor anotador de ensayos de Pro D2 en: 2004 (13, anotando 3 más que los segundos: Clément Fromont, Ludovic Saunier y Martin Jagr)[1]